# Unió Europea de Biketrial
La Unió Europea de Biketrial (en anglès i oficialment, European Biketrial Union, EBU), és l'òrgan rector de l'esport del Biketrial a Europa. Constituïda el 26 de juliol de 2004 en un congrés a L'Estartit, Baix Empordà, té la seu a la República Txeca i està presidida pel txec Libor Musil.
La EBU està afiliada a la BIU i coordina els esdeveniments d'àmbit europeu d'aquest esport, com ara la Copa d'Europa de Biketrial i les proves puntuables per al Campionat del Món de Biketrial celebrades a Europa.

## Federacions membres
Federacions membres de la EBU:
| País       | Federació                     |
| ---------- | ----------------------------- |
| Alemanya   | German Biketrial Association  |
| Bèlgica    | Belgian Biketrial Association |
| Catalunya  | Biketrial Associació Catalana |
| Eslovàquia | Biketrial Slovak Republic     |
| Espanya    | Biketrial Unió Espanyola      |
| França     | Biketrial France              |
| Hongria    | Biketrial Hungary             |
| Itàlia     | Biketrial Italia              |
| Polònia    | Biketrial Poland              |
| Txèquia    | Biketrial Czech Republic      |
| Suècia     | Biketrial Sweden              |

## Federacions cooperants i candidates
Federacions que cooperen amb la EBU i són candidates a ser-hi admeses de ple dret:
| País      | Federació             |
| --------- | --------------------- |
| Andorra   | Biketrial Andorra     |
| Dinamarca | Biketrial Club DK     |
| Finlàndia | Biketrial Finland     |
| Hongria   | Biketrial Hungary     |
| Letònia   | LaMSF                 |
| Portugal  | Biketrial Portugal    |
| Rússia    | Biketrial Russia      |
| Suïssa    | Biketrial Switzerland |
| Ucraïna   | Biketrial Ukraine     |